# Asyncritula limbipennis
Asyncritula limbipennis är en tvåvingeart som först beskrevs av Wulp 1898.  Asyncritula limbipennis ingår i släktet Asyncritula och familjen vapenflugor. Inga underarter finns listade i Catalogue of Life.